# Norfolk Coast
Norfolk Coast es el decimoquinto álbum de estudio de la banda inglesa The Stranglers, y el primero con el guitarrista Baz Warne. Lanzado el 16 de febrero de 2004 por el sello EMI Records.
Listado de canciones
1. "Norfolk Coast" (3:44)
2. "Big Thing Coming" (3:01)
3. "Long Black Veil" (4:01)
4. "I've Been Wild" (2:43)
5. "Dutch Moon" (3:57)
6. "Lost Control" (3:29)
7. "Into The Fire" (4:12)
8. "Tucker's Grave" (5:58)
9. "I Don't Agree" (3:21)
10. "Sanfte Kuss" (2:23)
11. "Mine All Mine" (3:11)
The Stranglers
- Jean Jacques Burnel - Bajo y voz.

- Baz Warne - Guitarra y voz.

- Dave Greenfield - Órgano, sintetizador y coros.

- Jet Black - Batería y percusión.